# Sierra (film, 1950)
Pour les articles homonymes, voir Sierra.
Pour plus de détails, voir Fiche technique et Distribution.
Sierra est un western américain réalisé par Alfred E. Green, sorti en 1950.

## Synopsis
Alors qu'il est à la poursuite de chevaux sauvages, Ring Hassard rencontre Riley Martin, une jeune avocate qui s'est perdue. Ring l'emmène alors là où il habite avec son père Jeff, un endroit caché dans les montagnes. Le lendemain, Jeff se blesse au dos en tentant d'apprivoiser un cheval et, malgré l'insistance de Riley, Jeff et Ring refusent d'aller dans la vallée à Sierra Vista pour voir un docteur. À la place, Ring fait appel à Lonesome, un prospecteur qui passe son temps à chanter, dont le diagnostic est que Jeff risque d'être paralysé et qu'il lui faut vraiment voir un médecin. Riley apprend alors que Jeff est un fugitif, accusé d'avoir commis un meurtre 15 ans plus tôt.
Riley finira par tomber amoureuse de Ring, Jeff sera guéri et finalement innocenté.

## Fiche technique
- Titre original : Sierra
- Titre français : Sierra
- Titres alternatifs : La Tête d'un innocent ou Aventure dans la Sierra
- Réalisation : Alfred E. Green
- Scénario : Edna Anhalt, d'après la roman The Mountains Are My Kingdom de Stuart Hardy
- Dialogues additionnels : Milton Gunzburg (en)
- Photographie : Russell Metty
- Montage : Ted J. Kent
- Musique : Walter Scharf, Frank Skinner
- Direction artistique : Bernard Herzbrun, Robert F. Boyle
- Décors : Russell A. Gausman, John P. Austin (en)
- Costumes : Yvonne Wood
- Son : Leslie I. Carey, Glenn E. Anderson
- Producteurs : Michael Kraike, Walter Kraike
- Société de production : Universal-International Pictures
- Société de distribution : Universal Pictures
- Pays de production :  États-Unis
- Langue originale : anglais
- Tournage : du 30 août 1949 au 3 octobre 1949
- Format : Couleur (Technicolor) — 35 mm — 1,37:1 — Son : Mono
- Genre : Western
- Durée : 83 minutes (1 h 23)
- Dates de sortie :
  - États-Unis : 12 mai 1950 (première mondiale à San Francisco)
  - France : 24 janvier 1951

## Distribution
- Wanda Hendrix : Riley Martin
- Audie Murphy : Ring Hassard
- Burl Ives : "Lonesome"
- Dean Jagger : Jeff Hassard
- Richard Rober : "Big Matt" Rango
- Tony Curtis : Brent Coulter
- Houseley Stevenson : Sam Coulter
- Elliott Reid : "Duke" Lafferty
- Griff Barnett : Docteur Hank Robbins
- Elisabeth Risdon : Tante Susan
- Roy Roberts : Shérif Knudsen
- Gregg Martell : Tom Hogan
- Sara Allgood : Mme Jonas
- Erskine Sanford : Juge Prentiss
- James Arness : Little Sam (Crédité sous le nom de Jim Arness)
- John Doucette : Jed Coulter

## Chansons du film
Toutes les chansons sont interprétées par Burl Ives
- End of the Road, Hideaway, Black Angus McDougal et Drift Along : musique d'Arnold Schwarzwald et paroles de Frederick Herbert
- The Whale Song et Sarah the Mule : paroles et musique de Burl Ives

## Autour du film
- Le même roman avait déjà été adapté au cinéma en 1938 : La Vallée interdite (Forbidden Valley), réalisé par Wyndham Gittens, avec dans les rôles principaux Noah Beery Jr. et Frances Robinson.